# 나성중학교
나성중학교(羅城中學校)는 대한민국 세종특별자치시 나성동에 있는 공립 중학교이다.

## 학교 연혁
- 2021년 3월 1일 : 개교(세종특별자치시 갈매로 298)
- 2021년 3월 1일 : 9학급 편성
- 2021년 3월 1일 : 초대 양승옥 교장 부임
- 2022년 3월 1일 : 18학급 편성

## 참고 자료
- 나성중학교 - 한국교육학술정보원 학교알리미